# Maison Magendie
La maison Magendie est une demeure datée du XVIe siècle située sur la commune d'Hastingues, dans le département français des Landes.

## Présentation
La maison Magendie porte le nom du premier pasteur d'Hastingues. Elle est également sans doute le premier lieu du culte protestant de la bastide en 1600. Son installation dans la rue principale à côté de la maison du Sénéchal provoque une forte réaction de l'Eglise catholique. Celle-ci prétexta la gêne pour ces processions et cérémonies. La commission de l'édit de Nantes lui accorde le déplacement du temple dans une rue plus discrète, côté du Pic.